# Нефтехимик (стадион)
«Нефтехи́мик» — стадион в городе Нижнекамске, Республика Татарстан; домашняя арена футбольного клуба «Нефтехимик». Своё название получил в честь местного Нефтехимического комбината.

## История
Введён в эксплуатацию в августе 1978 года. В 1998—2000 годах, в соответствии с требованиями регламента 1-го дивизиона, число посадочных мест на трибунах увеличено до 3200, были установлены подогрев и автоматический полив поля, 4 мачты освещения, электронное табло. Помимо футбольных матчей на стадионе проводились легкоатлетические соревнования и массовые спортивные праздники. В зимнее время года всё пространство вокруг стадиона использовалось как каток.
Рекорд посещаемости установлен 5 июля 1993 года. В тот день на матче кубка России между «Нефтехимиком» и московским «Спартаком» (0:5) наблюдало 10 000 зрителей.
15 ноября 2015 года неудовлетворительное состояние поля стадиона «Нефтехимик» послужило причиной отмены матча 21-го тура Первенства ФНЛ «КАМАЗ» — «Волгарь»: газон был полностью промёрзшим и обледенелым. В результате «КАМАЗу», в 2015 году проводившему свои домашние матчи в Нижнекамске по причине реконструкции своего стадиона, было засчитано техническое поражение.
Летом 2019 года началась реконструкция стадиона «Нефтехимик». В числе прочих работ были снесены старые трибуны и возведены новые — с козырьками, покрытие футбольного поля заменено на искусственное. Вместимость стадиона осталась на прежнем уровне. 22 июня 2020 года обновлённый введён в эксплуатацию, официальное открытие прошло 7 сентября 2020 года матчем ветеранов «Нефтехимика» и московского «Спартака».